# Big Bibls Brothers Band
Big Bibls Brothers Band (kratko Big Bibls ali BBBB) je slovenska rock skupina iz Budanj pri Ajdovščini. Izdali so dva studijska albuma in enega kompilacijskega. Svoj prvi videospot za skladbo Boogie ob polnoči so posneli na dvonadstropnem avtobusu.
Skupina si je nadela ime Big Bibls Brothers Band, ker sta v njej najprej igrala brata Jure in Janez Ferjančič ter brata David in Iztok Koren. Leta 1997/1998 je Janeza zamenjal Mladen.
Od takrat je zasedba naslednja: Jure Ferjančič (vokal, bas), Mladen Marjanovič (kitara), David Koren (kitara) in Iztok Koren (bobni).

## Diskografija
| 1. Big Bibls Brothers Band 2. Boogie ob polnoči 3. Butnflaša 4. Ne me maltretirat 5. Bambus bar 6. Drgačn Rock'n'roll 7. Banana Blues 8. Črne gate 9. Baraba 10. Kje je moj prav | 1. Stare igre 2. Vse poznamo 3. Mala Meri 4. Problem 5. Balla Johnny 6. Hey hey 7. Bumerang 8. Nočna mora 9. Dej mama 10. Poklič me še kdaj 11. Njegov dan 12. Brez meja 13. B Klasa | 1. Stare igre 2. Vreme za r'n'r 3. Ne me maltretirat 4. Črne gate 5. Boogie ob polnoči 6. Mala Meri 7. Poklič me še kdaj 8. Bambus bar 9. Dej mama 10. Big Bibls 11. Vse poznamo 12. Baraba 13. Balla Johnny 14. Butnflaša 15. Drgačn r'n'r 16. Brez meja 17. Hey hey 18. Kje je moj prav |